# Granbury
Granbury város az USA Texas államában, Hood megyében, melynek megyeszékhelye is. Lakosainak száma 10 958 fő (2020. április 1.).

## Népesség
A település népességének változása:
| Lakosok száma | 524  | 7978 | 10 958 |
|               | 1880 | 2010 | 2020   |